# Лісовик
Лісови́к, також лісу́н і полісу́н, гайови́к, борови́к і пра́ведний дід, лісови́й пан (пол. borowy, laskowiec, boruta, рос. леший) — персонаж слов'янської міфології, лісовий дух, втілення лісу; бог вовків, що опікується їхнім прогодуванням.
Поза міфологічним контекстом лісовик — той, хто живе в лісі або займається лісовим промислом, полюванням, працює в галузі лісівництва..

## Образ і заняття

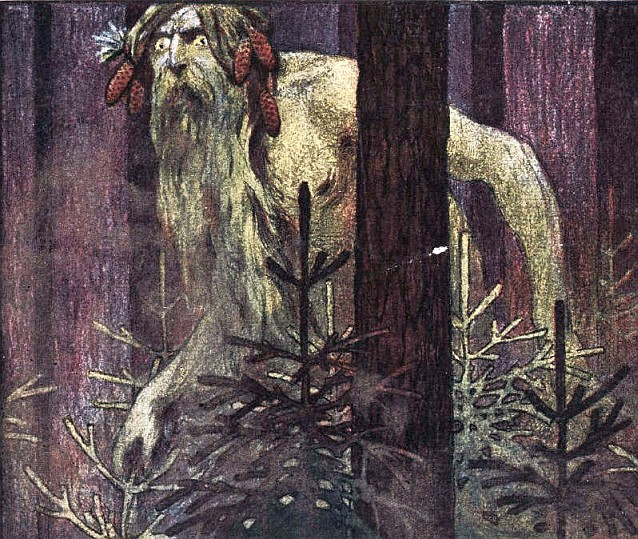
Ілюстрація з обкладинки сатиричного журналу «Лісовик» № 1 1906 року.

Лісовик уявлявся як бородатий сірий дід, часто одягнений у звірині шкури чи червоний одяг. Йому притаманні атрибути, пов'язані з лівим боком — ліва частина одягу покриває праву, ліве взуття одягнуто на правій нозі тощо. Може змінювати зріст, стаючи то нижчим від трави, то вищим за дерева. Очі цього духа зелені й палають. Також лісовик здатний постати в подобі вовка, сови, або вітру. Вважалося, лісовик не має тіні. Влітку ходить лісом, а взимку спить у землі.
Може лякати людей, що заходять до лісу, своїм сміхом, збивати зі шляху, забрати дитину. Вважався покровителем вовків та дрібних звірів, що випасає зайців і оленів, а ведмеді служать йому як охоронці. В пізніх уявленнях лісовики полюбляють грати в карти і коли один лісовик програється, то віддає іншому своїх звірів. Жіночий відповідник лісовика — лісунка, що уявлялася як жінка з довгими грудьми, є дружиною лісуна-чоловіка. За уявленнями словʼян, лісовики мають своє військо й підданих, коли воюють люди, між собою воюють і лісовики.
За народними уявленнями слов'ян, лісовика можна задобрити, лишивши для нього частування. Наприклад, мисливцям за це дух приганятиме звірів, а худобі пастухів не дає загубитися в лісі. Вважалося, лісовик не любить тих, хто лається в його володіннях, хто відпочиває на стежці, заходить до лісу в певні дні. Особливо лісовики начебто активні на Іванів день, Воздвиження і Єрофія.
Серед українців було повір'я, що лісовик зимує в барлозі, поруч із ведмедем, і з носа у нього стирчить бурулька. Існувало повір'я: якщо смикнути полісуна за бурульку, вона розсиплеться золотими грішми.